# Conciliul de la Efes
Sinodul al III-lea ecumenic de la Efes - sau Conciliul de la Efes.
De la 22 iunie la 31 iulie 431

Papa Celestin I (422-432)

Convocat de împăratul Teodosiu al II-lea (...)

Cinci sesiuni

Tema: Maternitatea divină a Mariei împotriva lui Nestorie (...)

Documente: 6 canoane.
A doua scrisoare a sf. Ciril adresată lui Nestorie

A treia scrisoare a sf. Ciril adresată lui Nestorie

Cele 12 aneteme (afurisenii)
A fost convocat la cererea adresată împăratului Teodosie al II-lea de către Nestorie, care a fost nemulțumit că a fost condamnat de un sinod la Roma, în 430. Împăratul Teodosie al II-lea a convocat sinodul împreună cu Valentinian al III-lea și cu acceptul papei Celestin I.
Lucrările au fost conduse de Ciril al Alexandriei. Inițial s-au înscris 197 de episcopi, însă numărul celor care au participat a fost mai mare pentru că s-au înscris și pe parcursul lucrărilor.
Deși Nestorie a fost cel care a făcut demersurile pentru ca sinodul să aibă loc și deși a fost chemat de trei ori, totuși el nu a venit. Acest lucru însă nu a împiedicat episcopii reuniți să decidă decăderea lui din onoarea de a fi episcop și interzicerea ca el să facă parte din cler, având la bază și mesajul adus de delegația sosită din partea Romei.
Sinodul a luat poziție împotriva nestorianismului, o erezie care susțineau că în Iisus s-ar afla două Persoane, una divină și alta umană. De asemenea, Nestorie susținea că Fecioara Maria este « născătoare de om », dar nu ar putea fi numită și « născătoare de Dumnezeu ». Episcopii adunați la lucrări apără clar poziția conform căreia în Iisus Christos este o singură Persoană care are două naturi (firi) și că Fecioara Maria este cu adevărat Maica lui Dumnezeu (Theotokos).
Sentința de condamnare pronunțată împotriva lui Nestorie:
Sfântul Sinod a spus, pe lângă altele, "deoarece preailustrul Nestorie nu a voit nici să asculte chemarea noastră, nici să-i primească pe preaînalții și onorații episcopi trimiși de noi am fost nevoiți – în mod necesar – să purcedem la examinarea (analizarea exprimărilor sale nepioase. După ce am constatat – analizând scrisorile lui, scrieri care au fost aici citite, recentele lui afirmații făcute în această metropolă și confirmate de martori – lucruri pe care el le gândește și le predică fără pietate, determinați de canoanele scrisorii preasfântului nostru părinte și coleg în slujire Celestin, episcopul Bisericii din Roma, cu lacrimi în ochi am fost nevoiți să ajungem la această dureroasă condamnare a lui. Însuși Iisus Christos, Domnul nostru, împotriva căruia rostește blasfemii, a definit prin vocea acestui preasfânt Conciliu că Nestorie este exclus de la demnitatea episcopală și din oricare colegiu sacerdotal”.
	(Scrisoarea generală a Sinodului).
Sinodul a elaborat următoarele documente:
- Decizia privind care din documente ("A doua scrisoare a lui Chiril adresată lui Nestorie", sau "A doua scrisoare a lui Nestorie către Chiril") este în acord cu Crezul de la Niceea. Sinodul a decis că în conformitate cu Crezul de la Niceea este "A doua scrisoare a lui Chiril adresată lui Nestorie";
- Cele 12 anateme și scrisoarea explicativă de început, care au fost concepute de Chiril la sinodul din Alexandria ținut în 430, trimise lui Nestorie, citite la lucrările Sinodului de la Efes și incluse în lucrările acestuia;
- Decizia cu privire la Nestorie;
- Scrisoarea prin care episcopii, clerul și poporul sunt informați cu privire la condamnarea lui Ioan al Antiohiei;
- O declarație de credință prin care se confirmă Crezul de la Niceea și se afirmă că «Nu este permis să se producă, scrie sau compună orice alt Crez, cu excepția aceluia care a fost definit de Sfinții Părinți care s-au adunat împreună în Spiritul Sfânt de la Niceea »;
- O luare de poziție contra mesalianilor;
- Un decret privind autonomia bisericii din Cipru.

Cele șase canoane ale sinodului sunt:
- 1.	în privința situației mitropoliților care sunt de partea lui Nestorie și a lui Celestin (nu papei);
- 2.	situația episcopilor care vor adera la Nestorie;
- 3.	despre acei clerici care au fost depuși de Nestorie pentru ortodoxia credinței lor;
- 4.	clericii care urmează sau vor urma erazia (opiniile) lui Nestorie;
- 5.	despre clericii nevrednici pedepsiți pe drept, dar primiți de Nestorie;
- 6.	situația celor care vor încerca să nesocotească hotărârile Sinodului.

În paralel cu acest sinod, Ioan al Antiohiei a convocat un sinod propriu.
În urma celor două sinoade ținute, ambele grupări au trimis delegații la împăratul Teodosie al II-lea, care însă nu a ratificat hotărârile nici unuia. Aprobarea Sinodului Ecumenic de la Efes a fost însă făcută de către Sixt al III-lea.